# Ушер Зібес
Ушер Зібес (пол. Uszer Zibes; 7 травня 1912, Рівне — 10 липня 1992, США) — польський рабин, в 1961—1966 роках головний рабин Польщі.

## Біографія
Народився в Рівному (Російська імперія, нині Україна), в родині Аврума і Сари (до шлюбу Сойфер-Шрайбер) Зібесів.
1932 року закінчив рабинське навчання у Вищій школі рабинів у Вільно. 1935 року, після закінчення йешиви «Бейс-Йосеф» у Пинську, отримав рабинську смиху. Був рабином у Пінську. Після війни в 1946—1954 роках був рабином у Рівному. Під час останньої хвилі виселення поляків з СРСР був переселений до Вроцлава, де зайняв пост рабина міста, також виконував обов'язки моеля.
1961 року після смерті Бера Перцовича був обраний головним рабином Польщі. Був знятий з поста в 1966 році в зв'язку з виїздом до США. Після його від'їзду посада головного рабина Польщі була 22 роки вакантною (якщо не рахувати не визнаного польською владою рабина Зєєва Вава Морено). Посада головного рабина Вроцлава залишалася вакантною до 2000 року.